# Código deontológico del periodista
El código deontológico del periodista es un documento que recopila los fundamentos generales que regulan el comportamiento de los informadores. El contenido de este código tiene como objetivo mejorar el tratamiento informativo de algunas de las cuestiones sociales de mayor actualidad. Las recomendaciones que desarrolla en su interior deben ser puestas en práctica no solo por los profesionales de los medios, sino paralelamente, por los estudiantes de comunicación que serán los que ocupen dichos puestos el día de mañana. De este modo, los pupilos deben asimilarlos como eficientes y útiles, especialmente porque en el mundo laboral del periodismo no tiene cabida el informador que no respete el código deontológico, que engloba lo siguiente:
- El respeto a la verdad.
- Estar abierto a la investigación de los hechos.
- Perseguir la objetividad aunque se sepa inaccesible.
- Contrastar los datos con cuantas fuentes periodísticas sean precisas.
- Diferenciar con claridad entre información y opinión.
- Enfrentar, cuando existan, las versiones sobre un hecho.

Los últimos acontecimientos vividos hoy en día en nuestra sociedad, han influido a la hora de establecer ciertas modificaciones y especificaciones en el código deontológico. El terrorismo, las catástrofes naturales o la violencia de género, hechos frecuentemente reseñados en las noticias en la actualidad, han propiciado la aparición de recomendaciones, manifiestos y códigos éticos del periodismo referidos esta vez a aspectos y temas informativos mucho más concretos. Aquí no se incide tanto en las normas éticas (para lo que ya están otros códigos y que ya se dan por conocidas), sino en aspectos más específicos y concretos del mismo y también en nuevos tópicos y retos sociales.

## Ventajas de los códigos deontológicos del periodismo
La información y la comunicación constituyen actividades sociales y laborales en las que el periodista desempeña una labor de mayor honestidad, verdad, responsabilidad, debido a que dispone de más margen de decisión personal con determinados efectos para los individuos. Por este motivo, los códigos deontológicos resultan más necesarios para profesiones como el periodismo, actividad pública que requiere la asunción de compromisos éticos. Entre las ventajas de este tipo de códigos destacan:
- a) Un código deontológico del periodismo implica un reconocimiento público por parte de los propios periodistas de que su actividad conlleva una dimensión ética. El periodista puede cumplir o no ese conjunto de valores y obligaciones morales recogido en los códigos, pero no puede alegar su desconocimiento. El código crea una conciencia moral colectiva en la profesión.
- b) El código cumple la función de proporcionar información ética a los periodistas en el desempeño de su actividad diaria, para ayudarles a decidir sobre la forma más correcta de proceder.
- c) La existencia y puesta en práctica de los códigos suscita un debate interno en la profesión. De este debate surge la revisión periódica de los contenidos, de acuerdo con la evolución de los problemas éticos, de tal forma que se produce un aprendizaje colectivo de todos los periodistas, además del crecimiento del patrimonio moral de la profesión.
- d) Los códigos deontológicos representan una garantía para la libertad de acción del periodista, porque le permiten defender sus criterios frente a las presiones externas. El poder y la influencia social de los medios provocan el deseo de control de la información desde ámbitos como el político o el económico. En este sentido, los códigos protegen y avalan la actuación individual del periodista frente a ese tipo de presiones.
- e) El código deontológico aumenta el prestigio de la profesión y la confianza de la ciudadanía en los periodistas, por su compromiso de trabajar de acuerdo a principios morales, y siempre al servicio de la sociedad.

## Historia de los códigos
La historia de los códigos de ética periodística corre en lo fundamental paralela a la del siglo XX.

### Orígenes
Los primeros códigos éticos del periodismo aparecen a comienzos del siglo XX, a partir de dos orígenes distintos aunque complementarios.
Por un lado, uno de estos orígenes se encuentra en la preocupación suscitada entre algunos editores estadounidenses por la falta de ética de los periódicos neoyorquinos de principios de siglo y su consiguiente daño a la credibilidad y la imagen general de la prensa. Esta preocupación motivó la aprobación en EE. UU. de los primeros códigos éticos del periodismo a cargo de algunas asociaciones de editores: el primero fue el de la Asociación de Editores de Kansas, aprobado en 1910, al que siguieron los de otros estados, como Misuri en 1921 y Oregón en 1922.
En 1913 la Federación de Asociaciones del Gremio de la Prensa en EE. UU. adoptó un primer código ético colectivo, el Credo de la Prensa Industrial.
Pero fue en 1923 cuando la recién creada ASNE (Sociedad Americana de Editores de Periódicos de EE. UU.) adoptó su famoso código Cánones del periodismo, uno de los más importantes del siglo XX. Este código todavía continúa vigente si bien con algún cambio y con otro nombre: Declaración de Principios de la ASNE.
El otro origen de la ética periodística se halla en la naciente toma de conciencia por los periodistas de su particular estatus profesional y de los deberes asociados al mismo.
A todo ello se debe la aprobación, en 1918 de la Carta de deberes profesionales de los periodistas a cargo del Sindicato Nacional de Periodistas profesionales de Francia. O del Código de ética de la Sociedad de Periodistas Profesionales de Estados Unidos, aprobado en 1926.
En este primer momento los códigos de prensa no representaron otra cosa más que un fenómeno aislado y minoritario. Sin embargo, estos códigos establecieron las obligaciones básicas de la ética periodística y sentaron las bases del naciente compromiso autorregulador de periodistas y editores. La vigencia, con las necesarias actualizaciones, de la mayoría de estos códigos, pone de relieve la deuda que la ética periodística tiene respecto a estas primeras iniciativas.

### Después de laSegunda Guerra Mundial
Después de terminado el conflicto bélico las organizaciones de periodistas o de prensa de los diferentes países aprueban sus propios códigos.
Esta preocupación por la ética periodística se apreciará también en las organizaciones internacionales del periodismo (la OIP, la FELAP, la FAJ...) muchas de las cuales se forman en estos años y aprueban sus propios códigos éticos.
La iniciativa más relevante fue la aprobación en 1983 del primer código de ética periodística con verdadera vocación mundial: los Principios Internacionales de Ética Profesional del Periodismo de la Unesco.
Pese a ello, en este momento histórico la mayoría de quienes trabajaban en los medios habían escuchado hablar de ellos pero no tenían más que una vaga idea de su existencia. El público, por otra parte, los desconocía totalmente.

### Última década del siglo XX
Este periodo destaca por la reapertura del debate sobre la ética de la comunicación. En la última década del siglo XX la ética de la comunicación va a dejar de ser un asunto minoritario.
Prácticamente todos los países europeos revisan sus códigos antiguos o aprueban otros nuevos, incluida España que todavía en la década de los 80 no había aprobado ningún código que regulara la actividad periodística.
En 1993 el Consejo de Europa aprueba la Resolución 1003 sobre ética del periodismo. Junto con el reconocimiento de los deberes tradicionales de la deontología periodística y de la importancia de los medios de comunicación en la sociedad actual, el documento del Consejo de Europa plantea cuestiones éticas novedosas respecto al poder de los medios y a la influencia de su configuración empresarial en sus contenidos y en la actividad de los periodistas.
En el caso español, hasta la creación del Consejo Deontológico de la FAPE, el Consejo de la Información de Cataluña (CIC), promovido por el Colegio de Periodistas de Cataluña en 1996, era el único organismo que se encargaba de velar por el cumplimiento del Código Deontológico de la profesión periodística.

## Documentos que regulan la actividad periodística
Podemos agrupar los documentos que de alguna manera regulan la actividad periodística en:

### Códigos y convenios
Lo distintivo de los códigos propiamente dichos es que suelen estar aprobados por quienes más directamente se relacionan con la actividad de los medios, es decir, por los periodistas a través de sus organizaciones profesionales o sindicales. Por eso reciben la denominación de deontológicos.
Cuando estos códigos son fruto del acuerdo negociador entre diversos agentes se les denomina convenios de autorregulación. En el mundo de la comunicación suele reservarse este nombre para los códigos que son fruto de acuerdos entre medios: Convenio de autorregulación de las televisiones españolas sobre el tratamiento de los juicios por televisión. Estos códigos y convenios son los de mayor carga normativa y tiene carácter vinculante para los periodistas que los han suscrito.

### Recomendaciones, manuales y pautas de estilo
Se trata de documentos más admonitorios. Establecen pautas que aspiran a un mayor nivel de perfección. Son más genéricos. Pueden ser fruto del compromiso autorregulador de los propios periodistas pero no tienen la carga de obligatoriedad de los códigos deontológicos propiamente dichos.
Este tipo de propuestas pueden ser producto de la participación no sólo de periodistas sino también de otros agentes sociales, como investigadores, docentes, etc.

### Declaraciones y manifiestos
Se trata de documentos con un planteamiento más genérico, en los que suele denunciarse una cuestión polémica, tratando de promover un debate más amplio sobre la misma. Su objetivo no es tanto establecer pautas de conducta cuanto recordar los valores de la comunicación o de algún aspecto específico de ésta, en un lenguaje más valorativo que prescriptivo.
Las declaraciones normalmente son fruto de algún acontecimiento concreto que sirve de ocasión para su realización (como la Declaración de Bilbao sobre terrorismo y medios).
Los manifiestos suelen responder a situaciones más perentorias y aspiran a llamar la atención de sectores más amplios de la sociedad y la opinión pública.
También existen las Reflexiones. Se trata de iniciativas que han de tener continuidad en el tiempo para dar pie a un resultado más concreto, por ejemplo: Reflexiones sobre los medios de comunicación y el terrorismo del Consejo de Administración de RTVE.

## Los principios internacionales de la ética profesional del periodismo de la UNESCO
Los Principios Internacionales de Ética Profesional del Periodismo o la Declaración de la UNESCO fueron aprobados en 1983. Se trata del estatuto de los periodistas, de una mera declaración, no de una recomendación ni una decisión en sentido estricto.

### a)	Antecedentes
Desde sus comienzos la ONU manifestó su preocupación por la libertad de expresión. En 1946 declara que la libertad de información es un derecho humano fundamental y piedra de toque de todas las libertades a las cuales están consagradas las Naciones Unidas, declaró que aquella libertad era indispensable, la voluntad y la capacidad de usar y no abusar de sus privilegios; además de la obligación moral de investigar los hechos sin prejuicios y difundir las informaciones sin interacción maliciosa.
En 1948 se adoptó la iniciativa de elaborar un código universal de ética periodística.
En los años sesenta, la UNESCO, organismo especializado de la ONU, hace suyo el objetivo inicial de la organización de elaborar un código universal de ética periodística. Así en 1978 se consolida la creación del Consutative Club sobre los principios éticos del periodismo. Se aprueba en París la Declaración 20C, sobre los valores que han de orientar la actuación de los medios, resumidos en su necesaria contribución a la paz, al entendimiento internacional y a la defensa y promoción de los derechos humanos.
La Conferencia General de París de 1983 aprobó el texto definitivo.

### b)	Contenido
Los llamados principios básicos de la ética del periodismo son en realidad diez enunciados de distinta naturaleza.
Deberes: el derecho del pueblo a una información verídica, concretado en el derecho a recibir una imagen objetiva de la realidad por medio de una información precisa y completa, la Declaración proclama el deber de adhesión del periodista a la realidad objetiva. También alude a las obligaciones de los periodistas de favorecer el acceso del público a la información y a la participación del público en los medios. En segundo lugar, se establecen una serie de deberes, así el periodista habrá de respetar el derecho de las personas a la vida privada y a la dignidad humana, así como a la propiedad intelectual. Exigirá al periodista el respeto total a la comunidad nacional, a sus instituciones democráticas y a la moral pública.
Los valores a defender por todos los periodistas, resumidos en tres grandes apartados, son: el respeto a los valores universales y a la diversidad de culturas, la eliminación de la guerra y otras grandes plagas de la humanidad está confrontada y la promoción de un nuevo mundo de la información y la comunicación.
Derechos: los derechos de los periodistas están conectados a los deberes. Así, del deber de integridad moral del periodista se deduce su derecho a abstenerse de trabajar en contra de sus convicciones o de revelar sus fuentes de información, y también el derecho de participar en la toma de decisiones en los medios de comunicación en que está empleado.
El deber de integridad moral citado anteriormente lleva aparejado, como también se ha visto, el derecho que tiene el profesional de información a no trabajar en contra de sus convicciones e ideas más íntimas y arraigadas, algo que se puede entender cercano a la objeción de conciencia. Este derecho está protegido como en ninguna otra profesión, por medio de la Cláusula de Conciencia. En España está regulada por la Ley Orgánica (España) 2/1997, de fecha 19 de junio, reguladora de este derecho.

### c)	Eficacia
No es una recomendación, ni una resolución. Su valor orientativo sirve de fundamento internacional común y de fuerte inspiración para los códigos nacionales o regionales de ética. Las consideraciones anteriores no restan, sin embargo, importancia a la Declaración. Sus principios esenciales son de plena actualidad.

## Código europeo de deontología del periodismo
La Asamblea Parlamentaria del Consejo de Europa aprobó por unanimidad en Estrasburgo en 1993 una resolución que contemplaba algunos principios éticos del periodismo, que estimó que deberían ser aplicados en Europa.
En sus 38 artículos aborda una serie de cuestiones como reforzar el hecho de la idea de responsabilidad que tienen los periodistas al ejercer su profesión, ya que en los momentos actuales ésta es importante para crear la personalidad de los ciudadanos, por lo que se debe diferenciar bien entre noticias y opiniones para evitar confusiones. Las noticias deben estar regidas por los principios de veracidad e imparcialidad, diferenciándolas de los rumores y las opiniones, que aunque por ser objetivas no pueden exigirle veracidad, sí deben hacerse desde planteamientos honestos y éticos, sin ocultar o negar la realidad de datos o hechos.

## El Código Deontológico de la profesión periodística de la FAPE
El Código Deontológico de la profesión periodística de la Federación de Asociaciones de Periodistas de España(FAPE), aprobado por su Asamblea Extraordinaria de Sevilla en 1993, es el documento de deontología periodística más importante en España. En su preámbulo se señala que en el marco de las libertades civiles de la Constitución, la actividad periodística es clave en el desarrollo de los derechos fundamentales sobre la libre información y expresión de ideas. Sin embargo, también se expresa que se ha de tener en cuenta que esta actividad está sometida a límites, aquellos que impiden la vulneración de otros derechos fundamentales. Por su modo de aprobación, el Código responde plenamente a rasgos propios de la llamada autorregulación periodística.
Para velar por el cumplimiento del Código Deontológico de la Federación, se creó la Comisión de Arbitraje, Quejas y Deontología del Periodismo, constituida  como órgano de autocontrol deontológico interno de la profesión periodística que, auspiciada por la FAPE, funciona de manera totalmente independiente. Su objetivo es fomentar el periodismo ético desde la autorregulación responsable, a través de la mediación y el entendimiento.
Se trata de una instancia arbitral entre la profesión y los ciudadanos que se sientan afectados por determinadas informaciones. Sin ningún poder sancionador, su autoridad moral viene otorgada por las organizaciones profesionales y los periodistas adheridos a ella y supone una alternativa complementaria a la regulación jurídica.
La Comisión está integrada por personalidades pertenecientes al periodismo, al derecho, al mundo académico y a otras actividades relevantes de la vida social.
La Fundación de la Comisión de Arbitraje, Quejas y Deontología del Periodismo, creada en 2011,facilita que el funcionamiento y actuación de esta Comisión se desarrolle desde la más estricta autonomía e independencia y ha propiciado la adhesión a la misma de medio centenar de grupos, agencias  y medios de comunicación de prensa, radio, televisión y digitales, tanto nacionales como regionales y provinciales.

### a) Contenido
El Código de la FAPE consta de un preámbulo y veinte artículos, distribuidos en tres secciones: los Principios Generales, Estatuto y los Principios de actuación. Su aportación más contundente se produce en especial con la exposición de los deberes propios de la profesión, ocupando los derechos una posición secundaria.

### b) Deberes
En los deberes se recoge la necesidad de utilizar métodos dignos para obtener la información, lo que excluye los procedimientos ilícitos. El texto comienza afirmando que el primer compromiso ético del periodista es el respeto a la verdad, concretando que hay que informar sólo sobre hechos de los cuales conoce su origen, sin falsificar documentos ni omitir informaciones esenciales, así como no publicar material informativo falso, engañoso o deformado. Asimismo, se establece que hay que distinguir de forma clara los hechos y las opiniones, así como la información de la publicidad.
Al mismo tiempo, el periodista tiene el deber de corregir la difusión de material falso, engañoso o deformado, y facilitar a las personas físicas y jurídicas la adecuada oportunidad de replicar a las inexactitudes.
Por último, el texto habla de los deberes relacionados con el respeto a los derechos de los demás y a los valores comunitarios: respeto a los derechos de la personalidad (principios 4, 5 y 7.b), a la propiedad intelectual (principio 12), a la presunción de inocencia (principio 5) y a los derechos de los menores (principios 4.d).

## Estatuto del corresponsal de guerra
Un corresponsal es un periodista que envía noticias habitualmente desde otra ciudad o país al medio de comunicación para el que trabaja. También se utiliza la denominación, para mencionar a una persona que es enviada al exterior o reside ahí, para realizar negociaciones de forma permanente y que mantiene comunicación con la entidad que lo envía.
En el 2005, en el Primer Encuentro de Periodistas del Mediterráneo celebrado en Almería (España), se aprobó el Estatuto de Corresponsal de guerra, ideado para proteger la integridad física de los periodistas y para reclamar un mayor compromiso por parte de la empresa para la que trabajan.

## Códigos deontológicos
- Código Deontológico de la FAPE
- Código Internacional de Ética Periodística de la UNESCO
- Declaración de principios de la profesión periodística en Cataluña
- Código Europeo de Deontología del Periodismo
- Declaración de principios de conducta de la Federación Internacional de Periodistas

Código deontológico del Colegio de Periodistas de Castilla y León